# Gualterio III de Cesarea
Gualterio III (en francés: Gautier), a veces llamado Gualterio Brisebarre o Gualterio de Grenier (antes de 1180 - 24 de junio de 1229) fue el condestable del reino de Chipre desde 1206 y señor de Cesarea en el reino de Jerusalén desde 1216. Fue el hijo mayor de Juliana de Grenier, señora de Cesarea, y Guido de Brisebarre. Ya que es testificado en cartas reales de 1195, tiene que haber nacido a más tardar en 1180. En la década de 1220 era generalmente conocido como «el viejo señor de Cesarea», aunque probablemente sólo tuviera unos cincuenta años. Participó en dos cruzadas y en dos guerras civiles al lado de los Ibelíns.
Cuando era joven, Gualterio estaba frecuentemente en atención de la corte real. Fue testigo de las cartas de Enrique I en 1195-1196, Aimerico en 1198, y el regente Juan de Ibelín en 1206. En un acto de Amalarico es referido como «señor de Cesarea», aunque su madre aún vivía, así como su segundo marido, Aimaro de Lairon, que es suscrito como «señor de Cesarea» en la misma carta de Juan de Ibelín presenciado por Gualterio. En 1200 y 1206 fue testigo de las cartas de su madre y Aimaro.